# بنستان سادات محمودي (سادات محمودي)
بنستان سادات محمودي (بالفارسية: بنستان سادات محمودی) هي قرية تقع في إيران في قسم سادات محمودي الريفي. يقدر عدد سكانها بـ 1,204 نسمة .